# Línguas vascónicas
As línguas vascónicas (português europeu) ou línguas vascônicas (português brasileiro) (do latim tardio vasconĭce) são uma família linguística putativa que inclui o atual basco.
O conceito está frequentemente ligado à hipótese controversa do chamado   substrato vascónico de Theo Vennemann, que especulou que os antepassados dos bascos espalharam-se pela Europa no fim da última Idade do gelo, quando os Cro-Magnon entraram na Europa e deixaram vestígios nas línguas europeias modernas. Como outras hipóteses que procuram relacionar o basco com outras línguas, essa teoria é rejeitada pela maioria dos linguistas.
Os proponentes da família linguística vascónica alegam que o basco e o extinto aquitano são parentes próximos ou que as variantes modernas do basco são línguas distintas e não dialetos. Estas noções contradizem as perspetivas convencionais segundo as quais o aquitano é antepassado do basco que descende de um hipotético protobasco e que as variantes de basco são dialetos com vários graus de inteligibilidade mútua. Esta perspetiva convencional é defendida por académicos como Koldo Zuazo, Koldo Mitxelena e Larry Trask. Esse último afirmou «no entanto, a diversificação não deve ser exagerada, como tem sido feito frequentemente na literatura: os dialetos são impressionantemente congruentes nos seus fundamentos e diferem sobretudo em vocabulário e em algumas poucas regras fonológicas de baixo nível».
A única língua extinta que é amplamente reconhecida como aparentada com a linguística basca é o aquitano, que atualmente é considerada ancestral do basco. Trask afirma que o aquitano é de tal forma relacionada com o basco que se pode considerar para efeitos práticos que ela é mais ou menos ancestral direta do basco.
Foram feitas várias tentativas de ligar outras línguas, modernas ou extintas, ao grupo linguístico vascónico, como o ibérico, a língua falada pelos cântabros e outras. Nenhuma dessas teorias logrou fornecer dados convincentes e são rejeitadas pela generalidade dos linguistas de basco.